# 陽原王
陽原王（ようげんおう、生年不詳 - 559年）は、高句麗の第24代の王（在位:545年 - 559年）。姓は高、諱は平成。陽崗上好王（『三国史記』高句麗本紀・陽原王紀の分注）、陽崗王（『三国遺事』王暦）ともいう。先代の安原王の長子であり、『魏書』には「成」の名で現れる。533年に太子に立てられ、545年3月に先王が亡くなると王位に就いた。
『日本書紀』欽明天皇六年（545年）、同七年（546年）条には、逸書『百済本記』を引いて陽原王の即位には高句麗内部に内紛があったとする。香丘上王（ぬたのすおりこけ、安原王）には正夫人に子が無く、中夫人（第二夫人）の子を8歳で擁立して王（陽原王）とした。しかし小夫人（第三夫人）にも子があり、安原王が病に瀕すると、中夫人の実家の麁群と小夫人の実家の細群とが王位を争い、麁群が勝って、細群二千余人を皆殺しにしたという。ただし、『三国史記』の立太子記事（533年）と『百済本紀』8歳での即位（545年）とは相容れないところがある。

## 治世
従来の南北朝両面への通好の方針は取りやめられ、北朝の東魏・北斉のみへの朝貢を続け、南朝との交流は廃絶した。北斉からは550年に＜使持節・侍中・驃騎大将軍・領護東夷校尉・遼東郡開国公・高句麗王＞に冊封されている。
半島内三国の間では戦乱が多くあったが、新羅に領土を奪われる結果となることが多かった。548年には濊の兵を用いて百済の独山城を攻めるが、新羅の朱珍が救援に来たために退却した。550年には百済に道薩城（忠清北道槐山郡）を陥落させられ、逆に百済の金峴城（忠清北道鎮川郡）を攻撃しているあいだに二城とも新羅に奪われてしまった。551年には突厥が侵入してきて新城（遼寧省撫順市）、次いで白巌城（遼寧省遼陽市）を攻撃され、防戦して突厥を追い払ったものの、その間に新羅に十城を奪われた。かつての高句麗の外征の勢いは失われ、代わって新羅が勢力を増してきた。陽原王は新羅に対抗するために都城を強固なものにしようとして、552年に長安城（平壌市）の造成を開始した。同年、百済の熊川城（忠清南道公州市）を攻撃したが勝てなかった。さらに557年10月にはかつての首都の丸都城（吉林省集安市）で、城主の干朱理が反乱を起こしている。乱は鎮圧されて干朱理は誅殺されたが、高句麗の国力が衰え、王権が動揺しているさまを否めなくなってきた。
在位15年にして559年3月に死去し、陽原王と諡された。埋葬地については記述がない。